# Aigu (musique)
 (mars 2015).
Si vous disposez d'ouvrages ou d'articles de référence ou si vous connaissez des sites web de qualité traitant du thème abordé ici, merci de compléter l'article en donnant les références utiles à sa vérifiabilité et en les liant à la section « Notes et références ».
Pour les articles homonymes, voir Aigu.
En musique, l'aigu désigne la zone des hautes fréquences. Il est le contraire du son grave (basses fréquences).

## Référence
La note aiguë est une notion relative, qui s'apprécie en référence à un ambitus particulier : il n'existe pas d'absolu dans ce domaine, et aucune frontière précise ne vient séparer l'aigu du médium, ni ce dernier du grave. Dans ce premier sens, le mot « aigu » désigne avant tout une direction vers laquelle on va, ou de laquelle on s'éloigne.
- L'ambitus pris comme référence peut être la totalité des fréquences perceptibles par l'oreille humaine.

Par exemple, on dira que « telle personne devient sourde et perçoit mal les aigus ».
- Le plus souvent, cependant, l'ambitus en question est l'étendue particulière d'un instrument de musique, d'une voix, d'une partie musicale ou d'une portée.

Par exemple, on dira que les aigus d'un soprano et les aigus d'une basse ne correspondent absolument pas aux mêmes notes.
- L'habitude d'associer la hauteur relative d'un son à un axe vertical paraît très ancienne, et, par opposition aux graves, situés en bas, les aigus sont représentés dans la partie supérieure d'une échelle. Au Moyen Âge, la notation musicale occidentale a tout naturellement choisi d'inscrire les sons aigus dans le haut de la portée. C'est ainsi que « aigu », « élevé » et « haut » sont devenus synonymes, et que « monter » signifie désormais « aller vers l'aigu », soit « produire des sons plus aigus ».

- Concernant certains instruments à vent — cuivres (trompette, trombone, cor d'harmonie, etc.) ou bois (flûte, clarinette, saxophone, etc.) — l'aigu peut désigner plus précisément un registre particulier (par opposition aux registres « grave », « médium », et parfois, suraigu), c'est-à-dire un certain nombre de hauteurs consécutives possédant les mêmes caractéristiques de sonorité et exigeant la même technique.

## Tessiture
En musique classique, et concernant les voix aiguës — sopranos ou ténors —, le contre-ut [ou contre-ut aigu] désigne habituellement un do, plus aigu d'une octave que le do le plus aigu du registre habituel. Par exemple, pour une voix de ténor, le do grave est l'ut 2, le do aigu est l'ut 3 (celui du médium), et le contre-ut, l'ut 4 (523 Hz), à l'octave supérieure. Pour une voix de soprano, le contre-ut, l'ut 5 correspond à 1046 Hz.
On utilise parfois l'expression 'contre-contre-ut', qui correspond pour un ténor à l'ut 5 et pour un soprano à l'ut 6. On ne connaît pas d'exemple de ténor ayant donné l'ut 5, seuls quelques castrats sopranos ont atteint cette note. Les quelques cantatrices recensées comme ayant donné l'ut 6 en scène sont Lucrezia Agujari (1741-1783), Ellen Beach Yaw, Erna Sack (1898-1972), Mado Robin (1918-1960) qui donnait même le contre-contre-ré: ré 6. Yma Sumac (1922-2008) pouvait donner l'ut#7.